# Alistair Petrie
Alistair Petrie (Reino Unido, 30 de setembro de 1970) é um ator inglês, conhecido por interpretar Mr. Groff na série Sex Education.